# Burj Qa'i
Burj Qa'i (tiếng Ả Rập: برج قاعي, cũng đánh vần Burj al-Qa'y hoặc đơn giản là al-Burj) là một ngôi làng ở miền trung Syria, một phần hành chính của Tỉnh Homs, nằm ở phía tây bắc của Homs. Các địa phương lân cận bao gồm Taldou và Houla 5 km về phía tây, Talaf ở phía bắc, Kisin ở phía đông bắc, Kafr Nan ở phía đông, TASnin và Akrad Dayasinah ở phía đông nam và Ghur Gharbiyah ở phía nam. Theo Cục Thống kê Trung ương Syria (CBS), Burj Qa'i có dân số 2.351 trong cuộc điều tra dân số năm 2004. Cư dân của nó chủ yếu là người Hồi giáo Sunni và người Thổ Nhĩ Kỳ.
Trong thời kỳ La Mã ở Syria, Burj Qa'i là một ngôi làng của các cựu quân nhân vào thế kỷ thứ 3. Vị thần ngoại giáo địa phương là Semea, một nữ thần trước đây được thờ phụng ở các khu vực phía bắc của Syria. Một ngôi đền dành riêng cho Semea được xây dựng vào năm 196-97 theo quyết định của Hội đồng Sáu làng. Kitô giáo sau đó lan sang Burj Qa'i trong thời kỳ Byzantine, bằng chứng là sự tồn tại của một ngôi mộ Kitô giáo trong ngôi làng có niên đại 457. Một Christian martyrion xây dựng trong 539-40 thông qua ngân qũy của một giám mục có tên là Peter cũng tồn tại trong Burj Qa'i. Việc xây dựng tòa nhà được giám sát bởi các quan chức giám mục Leontius và Isaiah, những người oikonomos. Pagans và Kitô hữu cư trú đồng thời Burj al-Qa'i trong khoảng thời gian từ 457 đến 532.
Năm 1838, vào cuối thời Ottoman, Burj al-Qa'i được phân loại là một ngôi làng Hồi giáo ở vùng Houla bởi học giả kinh thánh người Anh Eli Smith. Ngôi làng cũng được đề cập đến trong tập 5 của Bibliotheca Sacra vào giữa những năm 1840.
Sau hậu quả của vụ thảm sát Houla vào ngày 25 tháng 5 năm 2012, trong cuộc nội chiến ở Syria đang diễn ra, Burj Qa'i đã tổ chức khoảng 5.000 người tị nạn chạy trốn gần Taldou, hiện trường vụ thảm sát. Hầu hết những người tị nạn đã trú ẩn trong các trường học, các tòa nhà công cộng hoặc nhà của các gia đình chủ nhà. Ủy ban Chữ thập đỏ quốc tế (ICRC) đã đến thăm vào tháng 6 để cung cấp thực phẩm, thuốc men và nệm cho người di dời. Đầu tháng 10 năm 2012, truyền hình nhà nước Syria đưa tin rằng lực lượng Quân đội Syria đã giết một số máy bay chiến đấu của phe đối lập ở Burj Qa'i.